# Velay

Karte der ehemaligen Provinz Languedoc mit dem Velay (olivgrün) im Norden

Das Velay (okzitanisch Velai) ist eine von erloschenen Vulkankegeln geprägte Landschaft im Südosten des französischen Zentralmassivs. Es gehörte lange Zeit zur Provinz Languedoc, seit der Französischen Revolution bildet es den Hauptteil des Départements Haute-Loire. Für Robert Louis Stevenson war der Ort Le Monastier-sur-Gazeille der Ausgangspunkt für seine im Jahr 1878 unternommene Reise mit dem Esel durch die Cevennen.

## Geografie

### Lage

Karte der ehemaligen Provinz Auvergne mit dem Velay im Südosten

Das von tiefen Tälern durchzogene Velay liegt im Südosten des Massif Central zwischen dem Tal des Allier im Westen und den Hügeln an der Westseite der Rhône. Es handelt sich um eine Mittelgebirgsregion mit dem ca. 1200 bis 1435 m hohen Meygal-Massiv beim Ort Queyrières im Zentrum; höchste Erhebung ist jedoch der ca. 20 km südlich davon gelegene Mont Mézenc mit 1753 m Höhe.
- Im Osten und Nordosten liegt das Granitplateau von Tence
- Im Süden das Basaltplateau des Massif du Mézenc
- Im Westen und Südwesten das Becken von Le Puy-en-Velay und das Vulkanplateau des Velay
- Im Norden das Granitplateau von Craponne-sur-Arzon.

### Flüsse
Wichtigste Flüsse im oder am Rand des Velay sind der Allier, die Loire und der Lignon du Velay. Daneben gibt es kleinere Flüsse wie die Gazeille und zahlreiche Bäche.

### Orte
Hauptstadt des insgesamt eher dünn besiedelten Velay ist Le Puy-en-Velay (ca. 19.000 Einwohner); kleiner und weniger bekannt sind Monistrol-sur-Loire (ca. 8.700) oder Yssingeaux (ca. 7.200). Historisch bedeutsam ist der Ort La Chaise-Dieu (nur ca. 600).

## Wirtschaft
Wichtigster Erwerbszweig im Velay war und ist die Landwirtschaft und hier vorrangig die von saftigen Weiden begünstigte Viehzucht, auf deren Grundlage ein Regionalkäse entstanden ist. Bekannt sind auch die Spitzenklöppeleien (dentelles) der Region, deren handwerkliche Kunst von den „Beaten“ an nachfolgende Generationen weitergegeben wurden.

## Geschichte

Das Wappen der Region Velay erinnert an die ehemaligen Auseinandersetzungen zwischen Bischöfen und Adel.

Die gallische Besiedlung des Velay scheint schwach gewesen zu sein, zur Zeit der römischen Eroberung Galliens siedelte hier der Volksstamm der Vellaver. Der nominelle Hauptort war bis zum 5. Jahrhundert Ruessium (= „gut gelegen“), heute Saint-Paulien; de facto war es jedoch schon immer Le Puy-en-Velay, das das politische und wirtschaftliche Zentrum des Landes bildete. Etwa 200 Jahre nach dem Zusammenbruch des Römischen Reiches übernahmen die Merowinger und später die Karolinger die Herrschaft über das Gebiet. Bereits vor der Ernennung seines dreijährigen Sohnes Ludwigs des Frommen zum König von Aquitanien im Jahr 781 wurden 14 Grafschaften gebildet – eine davon war das Velay. Dessen erster Graf war Buhl oder Bulus (reg. 771–792). Seit etwa dem Jahr 835 bildeten die Grafschaften Velay und Auvergne eine politische Einheit, die seit Raimund III. im 10. Jahrhundert von den Grafen von Toulouse beansprucht wurde. Von Le Puy ausgehend sorgte eine der vier Hauptstrecken des Jakobswegs (Via Podiensis) im Mittelalter für einen regen kulturellen Austausch.
Nach der Integration des Gebiets in das Königreich Frankreich wurde das Velay dem Languedoc und der Sénéchaussée Beaucaire zugeschlagen. Das Land war im Parlament des Languedoc vertreten, regelte seine Angelegenheiten jedoch in jährlichen Versammlungen, den États du Velay, selbst. Das politische Leben wurde durch beständige Auseinandersetzungen zwischen dem Adel und dem Bischof sowie zwischen Katholiken und Protestanten dominiert.
Während des Zweiten Weltkriegs bildete das Velay eine Region des Widerstands gegen das Vichy-Regime und später gegen die deutschen Besatzer. In den Maquis genannten Gruppen der Résistance kämpften auch viele Juden.

## Sehenswürdigkeiten
Sehenswert sind die waldreiche Landschaft des Velay und die aus Natursteinen errichteten Häuser der alten Orte bzw. Ortskerne. Künstlerische Höhepunkte sind die im 19. Jahrhundert stark überarbeitete romanische Kathedrale von Le Puy und die etwa 1 km entfernte, auf einer Felsnadel erbaute Kapelle Saint-Michel d’Aiguilhe. Der Neubau der Abtei von La Chaise-Dieu wurde im 14. Jahrhundert vom in Avignon residierenden Papst Clemens VI. (1342–1352) als seine Grablege in Auftrag gegeben und gut 25 Jahre nach seinem Tod von seinem Enkel Gregor XI. vollendet; in den Jahren zwischen 1410 und 1425 entstand das ursprünglich 26 m lange Wandfresko eines Totentanzes.